# Going Back Home (album, Howlin' Wolf)
Going Back Home je kompilační album chicagského bluesového hudebníka Howlin' Wolfa. Bylo vydáno v roce 1971 a obsahuje singly z let 1948-1958.

## Seznam skladeb
1. "Saddle My Pony" (2:34)
2. "Worried All the Time" (3:09)
3. "Howlin' Wolf Boogie" (2:39)
4. "The Wolf Is at Your Door" (3:06)
5. "My Last Affair" (2:57)
6. "Oh Red!" (2:36)
7. "Mr. Highway Man" (2:49)
8. "Gettin' Old and Grey" (2:39)
9. "Come to Me Baby" (2:27)
10. "Don't Mess with Me Baby" (2:39)
11. "So Glad" (2:12)
12. "My Life" (3:09)
13. "Going Back Home" (2:46)
14. "I Didn't Know" (2:28)
15. "Howlin' Blues" (2:48)
16. "I Better Go Now" (2:47)